# Carnevale di Samugheo
Il Carnevale di Samugheo, o "A Maimone", è uno dei carnevali più celebri della Sardegna, riscoperto negli anni '80. Si tiene a Samugheo, in Provincia di Oristano. Le sue maschere principali sono i Mamutzones, S'Urtzu e Su Omadore.

## Le maschere

### I Mamutzones
Sul vestito di fustagno nero hanno delle casacche di pelli caprine bianche e nere ed hanno la faccia tinta di nero. Al tronco hanno appesi molti campanacci in ottone e in bronzo il cui numero anticamente corrispondeva al numero di pecore possedute. Hanno un casco di sughero detto "casiddu" anch'esso ricoperto di pelle di capra dalle quali spiccano delle vistose corna. Tempo fa portavano un grosso bastone ricoperto di edera e di pervinca che oggi risulta un po' troppo ingombrante e viene portato solo dal Mamutzone che guida il gruppo e da qualche altro individuo. 

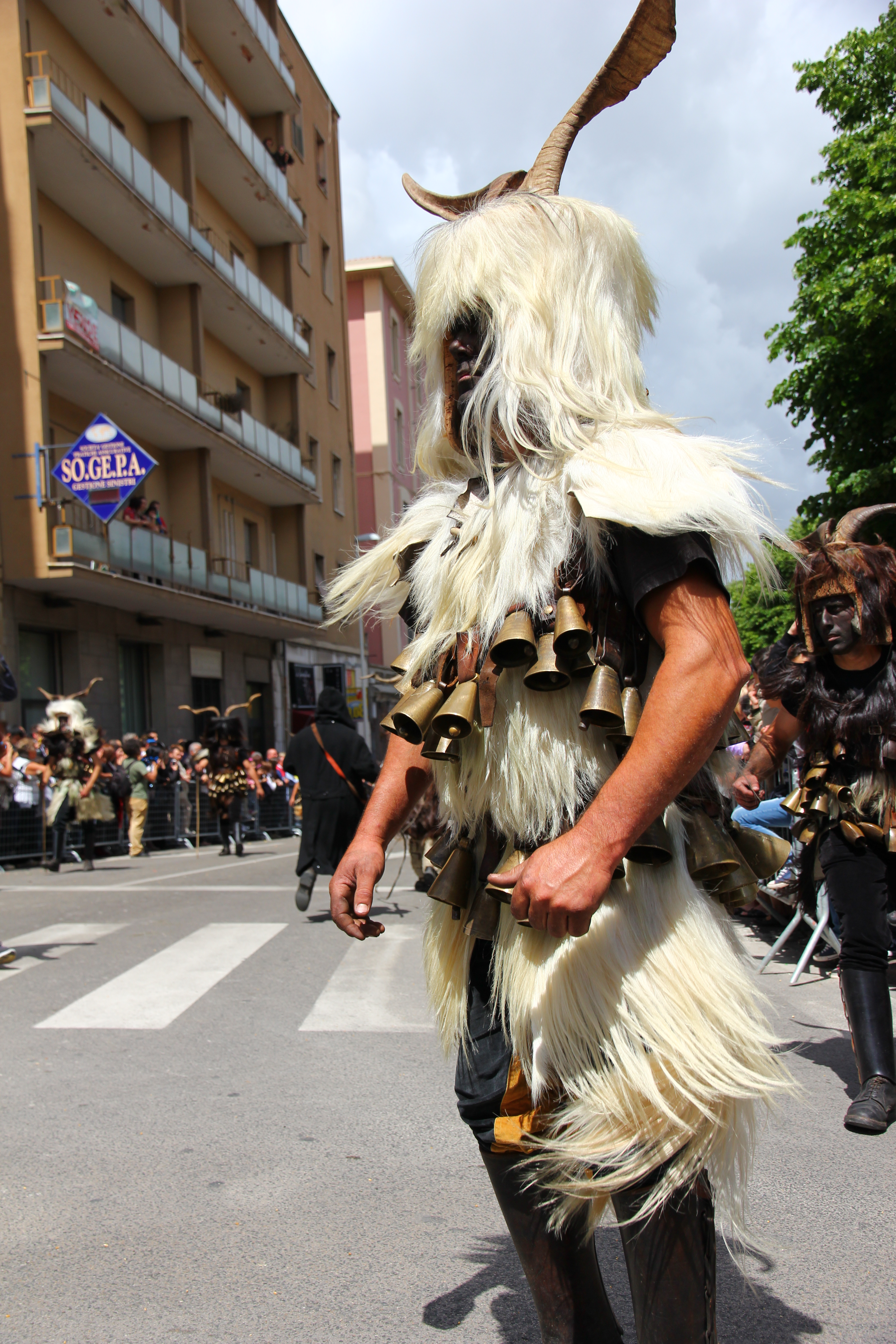
Su Mamutzone

### S'Urtzu
Rappresentava il dio Dioniso che la maggior parte delle volte si manifestava proprio sotto forma di capro. Come i Mamutzones veste pelli caprine e, invece dei tanti campanacci appesi ad tronco, ne ha uno solo molto grande che pende dal collo. Inoltre, invece del solito casco in sughero, ha un'intera testa di capra sul capo. 

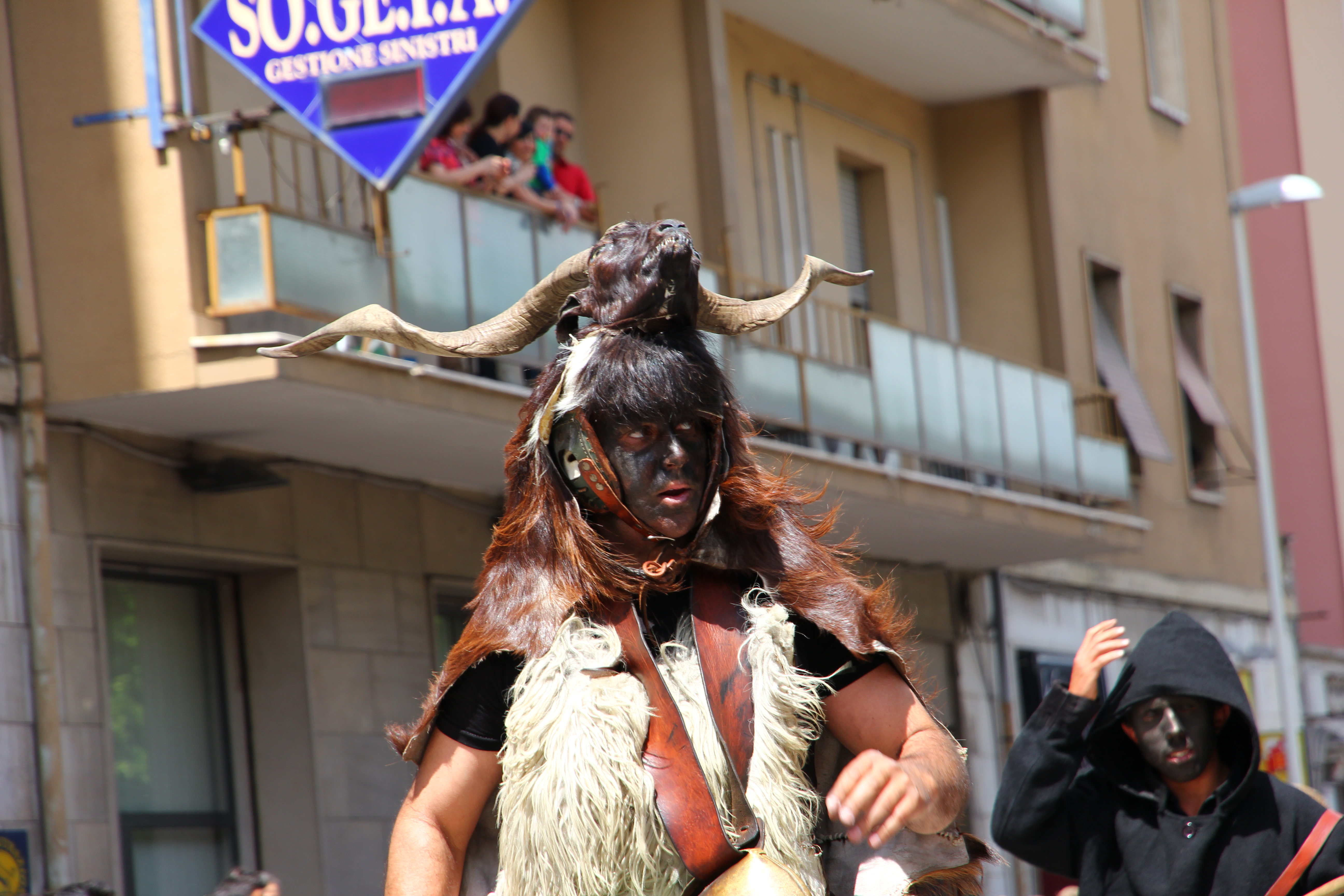
S'Urtzu

### Su Omadore
Doma ed istiga S'Urtzu. Lo tiene con una corda. Ha anche lui la faccia ricoperta di nero ed indossa un lungo vestito nero con cappuccio. 

## Il Carnevale
Si inizia con la sfilata disordinata dei Mamutzones che fanno suonare i campanacci saltando ritmicamente. Ogni tanto con le loro corna simulano i combattimenti che i capri fanno nella stagione degli amori. A volte si fermano, si mettono in cerchio e girano. Intanto S'Urzu rapisce le ragazze e simula l'accoppiamento con queste ultime. Ogni tanto si accascia a terra, gridando e fingendo la sua passione prima della morte mentre Su Omadore lo pungola col suo bastone. A questo punto i Mamutzones si mettono in cerchio intorno a S'Urtzu, iniziano a girare e uno alla volta depone il casco a terra. Il rito si ripete fino a concludersi col sacrificio e quindi con la morte di S'Urtzu.